# Kako a Taso
Kako (nebo Kakko či Cacco) a Taso (nebo Tasso či Tasone) byli furlanští vévodové cca mezi lety 610 a 615-625.

## Životopis
Cacus a Tason byli nejstaršími syny vévody Gisulfa II. z Friuli a Romildy a byli dospívajícími, když jejich otec padl v bitvě proti Avarům a jejich matka Langobardy zradila a vydala nepřátelům hlavní město Cividale, které dosud odolávalo obléhání. Byli zajati Avary jako všichni ostatní Langobardi a odvlečeni do Panonie. Poté, co dorazili do země, kterou jejich národ za vlády Alboina opustil, dozvěděli se o záměru svých nepřátel zabít všechny plnoleté muže poté, co si rozdělili ženy a děti jako otroky. Cacus, Tasson a nejstarší z jejich bratrů Radoald byli ještě dětmi, přesto se pokusili utéci na koních. Jeden z nich se obával, že jiný mladší bratr, Grimoald, jízdu nevydrží, a chtěl ho zabít, protože se domníval, „že je pro něj lepší zemřít mečem než snášet jho zajetí“. Mladý Grimoald ho však přesvědčil, aby obav zanechal, a ukázal mu, že umí jezdit na koni. Když byl znovu zajat, podařilo se mu zabít svého věznitele a znovu se připojit ke svým bratrům.
Po odchodu Avarů se Taso a Cacco společně ujali vlády v Furlanském vévodství, přičemž ho rozšířili na úkor Slovanů, kteří byli od té doby až do vlády Ratchise nuceni platit Langobardům tribut. Od jejich vlády byla velká část Slovany obývaných oblastí na severu a východě pod kontrolou ducatu Forum Iulii (Cividale del Friuli). Tento územní zisk pravděpodobně souvisel se ztrátou moci Avarů od roku 623. Oba bratři usilovali o spojenectví s Byzancí stejně jako jejich otec,  ale ve městě Oderzo upadli do léčky byzantského patriciáta Řehoře.
Ten Tasonovi slíbil, že ho přijme za svého syna rituálním obřadem stříhání vousů. Vévoda se k němu připojil se svým bratrem a malým doprovodem. Jakmile dorazili do Oderza, Řehoř uzavřel městské brány a vyslal proti Langobardům svá vojska. Bratři okamžitě pochopili situaci, připravili se na boj a vyměnili si polibek na usmířenou a poslední rozloučení. Poté se rozprchli ulicemi, přičemž zabili každého, kdo jim stál v cestě. Paulus Diaconus poznamenal „provedli velkou řež na Římanech; nakonec však byli zabiti i oni“. Ravennský exarcha Izák Arménský je nechal zabít.
Řehoř však svůj slib dodržel: nařídil, aby mu přinesli Tasonovu hlavu, a uřízl mu vousy.
Městu Oderzo v té době vládl biskup Tizián.
Po Kakovi s Tasonem ve vládě pokračoval Grasulf II. Friulský.